# Савыгин, Александр Матвеевич
Алекса́ндр Матве́евич Савы́гин (1924—1999) — российский журналист, редактор, краевед. Заслуженный работник культуры РСФСР. Участник Великой Отечественной войны.

## Биография
Родился в 1924 году в деревне Крылово Опочецкого уезда Псковской губернии (ныне Пушкиногорского района Псковской области). В годы войны был на фронте.
После войны закончил Великолукский учительский институт и Ленинградскую высшую партийную школу. Работал журналистом и редактором в районных газетах нескольких городов Псковской области: Пустошки, Новоржева, Пушкинских Гор. Его редакторский стаж составил почти 30 лет.
В серии «Города Псковской области» выпустил книгу «Пушкинские Горы», выдержавшую несколько изданий, и ещё одну — «За холмами — Пушкинские Горы» — в соавторстве. Редактировал «Книгу Памяти» Пушкиногорского района.
Умер в январе 1999 года.

## Награды
Награждён орденом Славы III степени, орденом Отечественной войны I степени, семью медалями, знаком «Отличник печати».

## Основные публикации
- Савыгин А. М. Пушкинские Горы. — Л.: Лениздат, 1978. — 152 с. — (Города Псковской области). — 150 000 экз.
  - . — 2-е изд., доп. — Л.: Лениздат, 1982. — 128, [16] с. — (Города Псковской области). — 100 000 экз.
  - . — 3-е изд., доп. — Л.: Лениздат, 1989. — 176, [16] с. — ISBN 5-289-00342-8.